# Зборовська Віра Іванівна
Віра Іванівна Зборовська — українська радянська діячка, начальник Головного управління побутового обслуговування населення при РМ УРСР.

## Біографія
Освіта вища. Член ВКП(б).
На 1957—1960 роки — заступник завідувача відділу машинобудування Харківського обласного комітету КПУ.
У березні 1964 — вересні 1966 року — начальник Головного управління побутового обслуговування населення при Раді міністрів Української РСР.
З жовтня 1966 року — 1-й заступник міністра побутового обслуговування населення Української РСР.
Подальша доля невідома.

## Нагороди
- орден «Знак Пошани» (7.03.1960)
- медаль «За трудову доблесть» (26.02.1958)
- медалі